# イワン・ソコリャンスキー
イワン・アファナシェヴィチ・ソコリャンスキー（ロシア語: Иван Афанасьевич Соколянский, ラテン文字転写: Ivan Afanasievich Sokolyansky 、1889年 3月25日 - 1960年11月27日）は、ソビエト連邦の心理学者。盲聾唖教育者。ジンスカヤ出身。ハリコフ人民教育大学教授。ハリコフ障害学研究所の初代所長。盲聾唖児童のためのロシア初の教授・教育機関を作った。盲人用読書機械を開発した。ヴィゴツキーは、ソコリャンスキーの指導する学校は「ヨーロッパの進歩的聾唖教育学の建設に先んずる理論的立場に到達している」と認識していた。

## 論文
- 「いわゆる聾唖者の読唇法について」1925年
- 「聾唖者の受容器語と効果器語の調音構造」1926年
- 「聾唖者の話し言葉教育法」1930年
- 「盲人はどんな本も読める」1936年
- 「盲人の新しい読書法について」1956年
- 「盲人および盲聾唖者の平板活字読書について」1956年[2]
- 「盲ろう児による語からなる言語行為の文法構造の習得」1959年[4]